# Johan Ferdinand de Neergaard
Johan Ferdinand de Neergaard (3. august 1796 på Ringsted Kloster – 10. april 1849 på Lindersvold) var en dansk godsejer og amtmand.
Han var en søn af godsejer Peter Johansen de Neergaard, dimitteredes 1814 fra Herlufsholm, blev 1818 juridisk kandidat, fik 1820 tilladelse til at auskultere i Rentekammeret, beskikkedes 1827 til amtmand over Ringkjøbing Amt og forflyttedes 1837 derfra til amtmandsembedet for Præstø Amt, i hvilken stilling han forblev til sin død 10. april 1849 på Lindersvold. 1820 var han blevet kammerjunker og 1842 kammerherre.
Han var en i høj grad påpasselig, nidkjær og retfærdig embedsmand, derhos human, jævn og venlig i sin optræden over for alle samt i stilhed meget godgørende imod trængende. Neergaard, der tillige var en kundskabsrig og alsidig interesseret mand med levende sans for det skønne, ejede foruden Trøjborg i Sønderjylland tillige godserne Fuglsang og Priorskov. 1838 blev han kongevalgt medlem af den roskildske stænderforsamling og deltog ligeledes i dennes følgende 4 samlinger, fra 1842 som valgt deputeret blandt sædegårdsejerne i Lolland-Falsters Stift. Hans ultrakonservative anskuelser i politisk henseende og hans tarvelige evner som taler hindrede ham dog i at skaffe sig nogen større indflydelse i stænderforsamlingerne.
23. august 1830 ægtede han Charlotte Louise Elisabeth Olsen (26. november 1808 – 11. december 1866), datter af generalauditør Ulrik Christian Olsen og Henriette f. Zinn.